# Шукыршак
Шукыршак (каз. Шұқыршақ) — село в Байдибекском районе Туркестанской области Казахстана. Входит в состав Борлысайского сельского округа. Код КАТО — 513647600.

## Население
В 1999 году население села составляло 120 человек (64 мужчины и 56 женщин). По данным переписи 2009 года, в селе проживал 101 человек (56 мужчин и 45 женщин).